# 13-calowy moździerz oblężniczy
13-calowy moździerz oblężniczy (Model 1861 13 inch Siege & Seacoast Mortar) – seria amerykańskich moździerzy oblężniczych i obrony brzegowej wyprodukowanych w latach 1860–1864 w zakładach Fort Pitt Foundry w Pittsburghu i użytych bojowo w czasie amerykańskiej wojny secesyjnej przez wojska Unii.
Kaliber moździerza wynosił 13 cali (330 milimetrów), a do oddania strzału pociskiem o wadze 220 funtów (100 kilogramów) na maksymalną odległość 4325 jardów (3 954 metry) potrzebny był ładunek prochowy o wadze 20 funtów (9 kilogramów).
W czasie wojny secesyjnej moździerze tego typu służyły na prawie wszystkich teatrach działań wojennych. Najsłynniejszy z nich znany jako „The Dictator” (Dyktator) został zamontowany na specjalnie zaprojektowanym wagonie kolejowym i wziął udział w oblężeniu Petersburga w latach 1864–1865.